# PowerPC G3

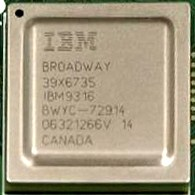
Procesor Broadway produkowany przez firmę IBM dla Nintendo

PowerPC G3 – określenie nadane przez Apple mikroprocesorom PowerPC trzeciej generacji. Termin ten jest często niewłaściwie używany jako określenie konkretnego modelu mikroprocesora, podczas gdy mianem tym określano serie mikroprocesorów pochodzących od dwóch producentów – IBM i Motoroli.
Procesory PowerPC G3 były używane w komputerach PowerBook G3, iMac, iBook oraz w kilku komputerach typu desktop pod nazwą Power Mac G3. Niski pobór energii czynił go szczególnie przydatnym przy konstruowaniu laptopów. Specjalnie przystosowany do warunków próżni kosmicznej model tego procesora został wykorzystany w sondzie Mars Reconnaissance Orbiter.
Według niepotwierdzonych informacji budowa głównego mikroprocesora konsoli gier video Nintendo Wii, oznaczonego nazwą kodową Broadway, oparta jest na mikroprocesorze PowerPC 750CL. Mikroprocesor ten pracuje z częstotliwością zegara 729 MHz (ta wartość częstotliwości nie występowała w produkowanych seryjnie mikroprocesorach serii G3). Jego wymiary to 4.2 × 4.5 mm(18.9 mm²).

## Charakterystyka

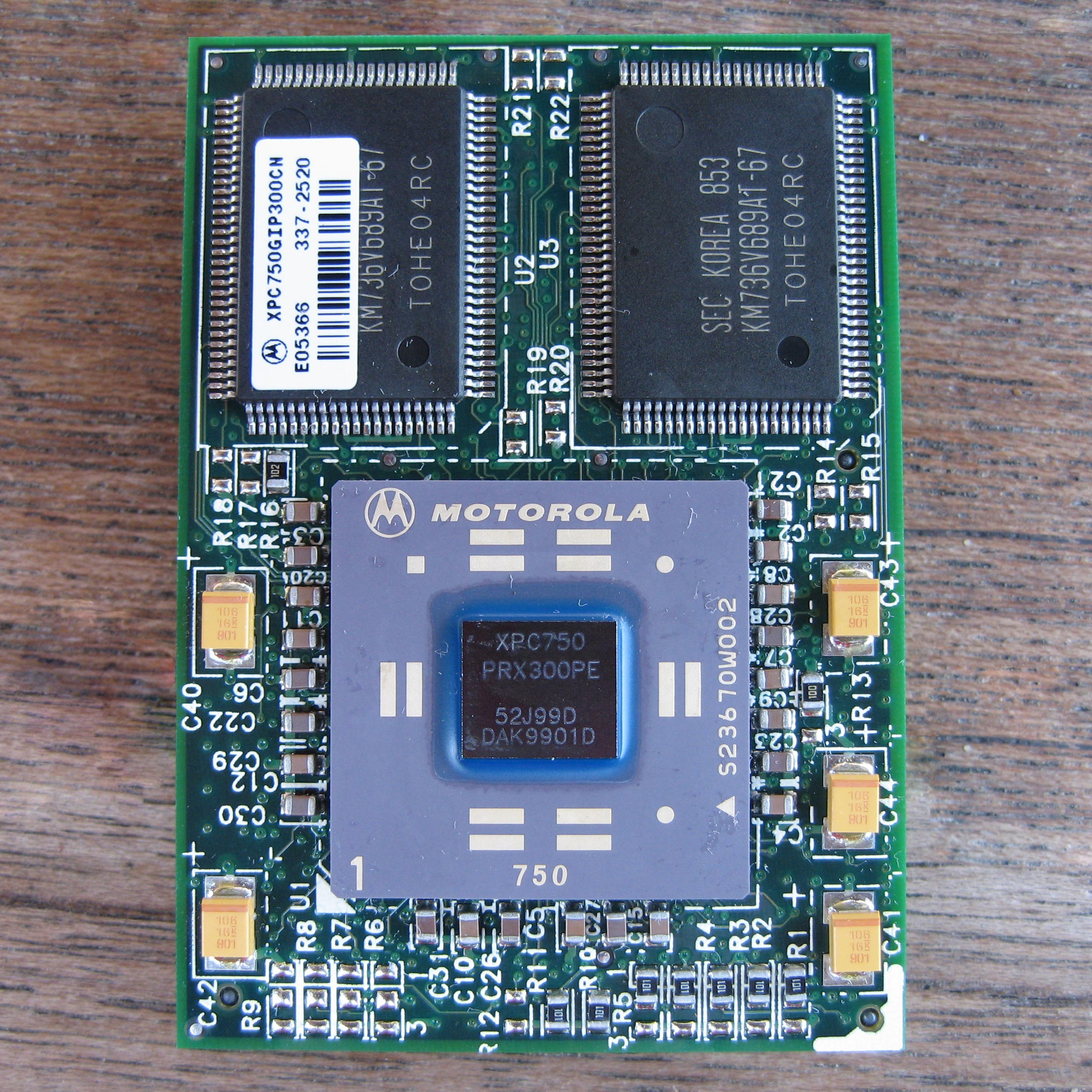
Mikroprocesor Motorola PowerPC 750 300 MHz z zewnętrzną pamięcią podręczną L2, osadzony na module procesorowym komputera Power Mac G3

### PowerPC 740/750/745/755
- nazwa kodowa: Arthur
- okres wprowadzania na rynek: 1997–1998
- technologia produkcji: 0,20–0,26 µm
- liczba tranzystorów: 6,35 miliona
- powierzchnia układu: 40–67 mm²
- częstotliwość zegara: 200–633 MHz
- szyna danych: 32-bit (adres) – 64-bit (dane)
- częstotliwość taktowania magistrali: 66–? MHz
- napięcie zasilania: 1,8–3,3 V
- rozmiar pamięci cache:
  - L1: 32 KiB – dane, 32 KiB – instrukcje
  - L2: 256 KiB – 1 MiB
- pobór mocy: 5,7–10 W
- wydajność:
  - 266 MHz: SPECint95: 19,9 – SPECfp95: 10,2

### PowerPC 750 (CX/CXe/FX/GX/CL)
- nazwa kodowa: 750CX–Sidewinder, 750CXe–Anaconda, 750FX–Sahara, 750GX–Gobi 750CL–?
- okres wprowadzania na rynek: 2000–2004
- technologia produkcji: 0,09 (SOI – 750CL) – 0,25 µm
- liczba tranzystorów: 20 milionów (750CX) – 44 miliony (750GX)
- powierzchnia układu: 16 (750CL) – 53 (750GX) mm²
- częstotliwość zegara: 200–1100 MHz
- szyna danych: 32-bit (adres) – 64-bit (dane)
- częstotliwość taktowania magistrali: 66–? MHz
- napięcie zasilania: 1,2–3,3 V
- rozmiar pamięci cache:
  - L1: 32 KiB – dane, 32 KiB – instrukcje
  - L2: 256 KiB-1 MiB
- pobór mocy: 3,6–10 W